# Pelikán János
Pelikán János (Budapest, 1995. április 19. –) magyar országútikerékpár-versenyző, a 2025-ös szezonban a Team United Shipping kerékpárosa.

## Pályafutása
2014–2015-ben az Utensilnord, 2016–2018-ban az Amplatz-BMC – My Bike-Stevens, 2019-ben a Pannon Cycling Team, 2020-tól 2021-ig az Androni Giocattoli - Sidermec versenyzője volt. Először 2018-ban indult a Tour de Hongrie-n, melyen legjobb eredményét, a 23. helyet (legjobb magyarként) 2021-ben érte el.
2024 végén a Team United Shippinghez szerződött.

## Eredményei

### Országút
2016
Országos Bajnokság
1.  országút
1.  időfutam
2017
Országos Bajnokság
4. országút
1.  időfutam
2018
Országos Bajnokság
3. időfutam
2019
Országos Bajnokság
2. időfutam
2020
Országos Bajnokság
4. országút
2021
Országos Bajnokság
3. időfutam
 összetett Tour de Hongrie
2024
Országos Bajnokság
3. időfutam
2025
Országos Bajnokság
1. időfutam